# Urbain Bouriant
Urbain Bouriant, född den 11 april 1849, död den 19 juni 1903, var en fransk egyptolog.
Bouriant upptäckte Petrusevangeliet i en gravkammare i Akhmim. Han är mest känd för sin översättning av Al-Maqrizi, publicerad under titeln Description topographique et historique de l'Egypte (Paris 1895-1900). Han samarbetade med Gaston Maspero 1880, då Maspero grundade den franska arkeologiska missionen till Kairo, förelöpare till Institut Français d'Archéologie Orientale.